# Trục cân bằng

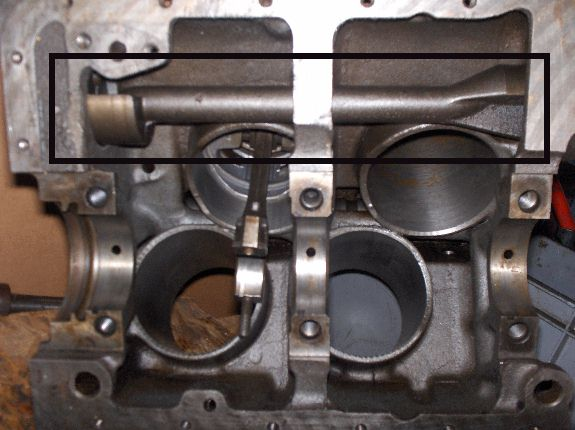
Trục cân bằng (khung màu đen) trong động cơ Ford Taunus V4.

Trục cân bằng (tiếng Anh: balance shaft, balancer shaft) được sử dụng trong động cơ piston để giảm rung động bằng cách triệt tiêu các lực động không cân bằng. Các trục cân bằng có khối nặng lệch tâm và quay ngược chiều với nhau, lực này tạo ra lực thẳng đứng thực (net vertical force).
Trục cân bằng được phát minh bởi kỹ sư người Anh Frederick W. Lanchester vào năm 1912; thiết kế này được mang tên ông, "trục cân bằng Lanchester" (Lanchester balancer). Trục cân bằng được sử dụng phổ biến nhất trong động cơ bốn xi lanh thẳng hàng và động cơ V6 dùng trong ô tô, xe máy.

## Tổng quan

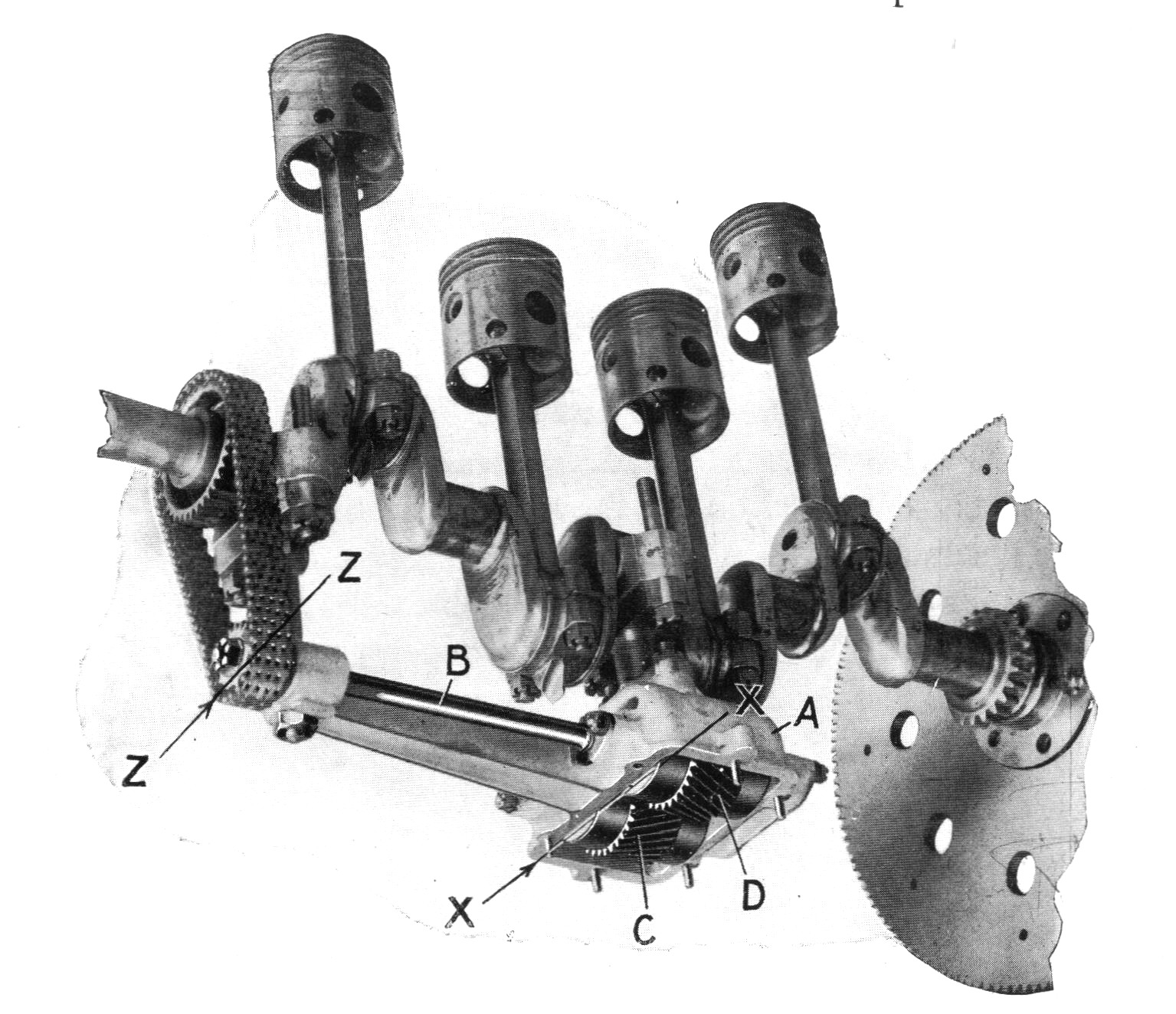
Bộ trục cân bằng lực dọc của kỹ sư Frederick W. Lanchester. Hai khối nặng lệch tâm có ký hiệu "C" và "D".

Trong những động cơ đốt trong một xi lanh, hiện tượng rung động gây ra chủ yếu bởi lực quán tính và momen lực do chuyển động tịnh tiến của cơ cấu trục khuỷu – thanh truyền. Để giảm hiện tượng này, lực quán tính của piston cần được giảm hoặc triệt tiêu bằng cách sử dụng trục cân bằng. Sự rung động do không cân bằng bên trong động cơ có thể gây ra ồn, dẫn đến hiện tượng mỏi và hư hỏng các bộ phận bên trong.
Nguyên lý hoạt động của hệ trục cân bằng là hai trục mang các khối nặng lệch tâm giống hệt nhau, quay ngược chiều nhau với tốc độ gấp đôi. Sự lệch pha của các trục gây ra do lực ly tâm của các quả nặng sẽ triệt tiêu các lực chuyển pha bậc hai phương thẳng đứng (gấp đôi tốc độ RPM của động cơ) do động cơ tạo ra. Các lực phương ngang tạo ra bởi trục cân bằng có độ lớn bằng nhau và ngược chiều nhau, và do đó triệt tiêu lẫn nhau.
Trong một nghiên cứu vào năm 2015, qua tính toán bằng phần mềm mô phỏng, người ta xác định hiệu quả giảm rung chấn của trục cân bằng trên xe hơi là khoảng từ 64,88% (ở vận tốc động cơ 2000 RPM) đến 68,77% (ở vận tốc 3600 RPM) so với khi không có trục cân bằng. Ở vận tốc vòng tua càng cao, hiệu quả giảm rung động và lực quán tính khi sử dụng trục cân bằng càng cao. Trục cân bằng không có tác dụng giảm rung động của trục khuỷu.

## Ứng dụng

### Động cơ hai xi lanh
Nhiều loại động cơ xe gắn máy —đặc biệt động cơ hai xi lanh thẳng hàng— sử dụng hệ trục cân bằng, thí dụ như động cơ xe Yamaha TRX850 và Yamaha TDM850 có trục khuỷu quay 270°Cùng với một trục cân bằng. Một phương pháp sử dụng thanh truyền phụ giúp di chuyển khối nặng gắn với khớp nối, như ở động cơ xi lanh đôi song song của dòng xe BMW GS.

### Động cơ bốn xi lanh

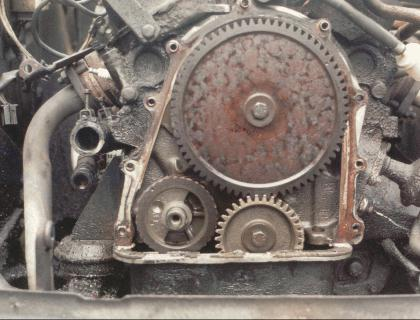
Bộ truyền động bánh răng trong động cơ Ford Taunus V4. Trục cân bằng được điều khiển bởi bánh răng nhỏ bên trái; còn bánh răng lớn nhất có tác dụng quay trục cam với vận tốc bằng phân nửa vận tốc trục khuỷu.

Trục cân bằng thường được sử dụng trong động cơ bốn xi lanh thẳng hàng nhằm giảm rung động bậc hai (nghĩa là lực phương thẳng đứng dao động với vận tốc gấp đôi vận tốc động cơ). Loại rung động này —vốn thường gặp trong những động cơ bốn xi lanh thẳng hàng— gây ra bởi chuyển động không đối xứng của thanh truyền khi trục khuỷu quay. Do  vậy, trong một chu kỳ quay bất kỳ của trục khuỷu, gia tốc của những piston chuyển động lên và xuống không hoàn toàn đối nghịch nhau, điều này dẫn đến làm tăng độ lớn lực thẳng đứng thực lên gấp đôi trong mỗi vòng quay trục khuỷu, từ đó làm tăng gấp 4 lần vận tốc động cơ.
Độ rung động tăng lên khi dung tích xi lanh tăng; do vậy, trục cân bằng thường được sử dụng trong những động cơ bốn xi lanh thẳng hàng có dung tích động cơ từ 2,2 L trở lên. Kỳ chuyển động hoặc đường kính xi lanh cũng làm tăng rung động bậc hai; điều này do số kỳ càng nhiều sẽ càng làm tăng gia tốc quán tính, còn đường kính xi lanh lớn sẽ làm tăng khối lượng piston.
Thiết kế hệ trục cân bằng của Lanchester được cải tiến khi ứng dụng trong động cơ bốn xi lanh thẳng hàng Mitsubishi Astron 80, ra mắt năm 1975. Mitsubishi Astron 80 là loại động cơ đầu tiên thiết kế vị trí trục cân bằng cao hơn so với các loại động cơ trước đó, nhằm bù trừ khớp nối lăn bậc hai (tức là tâm trục khuỷu) do lực momen quán tính gây ra bởi sự thay đổi tăng–giảm của vận tốc động cơ.
Ở động cơ bốn xi lanh đối đỉnh, những lực tác động sẽ bị triệt tiêu do piston chuyển động ngược chiều nhau. Do vậy, những loại động cơ này không cần dùng trục cân bằng.

### Động cơ năm xi lanh
Những động cơ xi lanh thẳng hàng có số xi lanh lẻ (như 3, 5... xi lanh) có tính không cân bằng bậc một, dẫn đến rung động trên toàn bộ trục động cơ. Trục cân bằng được sử dụng trong những động cơ năm xi lanh thẳng hàng như động cơ mẫu xe GM Vortec 3700.

### Động cơ sáu xi lanh
Trong những động cơ sáu xi lanh kiểu thẳng hàng hoặc đối đỉnh, những lực rung động sẽ tự triệt tiêu lẫn nhau, do vậy không cần dùng đến trục cân bằng.
Tuy nhiên, động cơ V6 (sáu xi lanh xếp chữ V) vốn không thể tự cân bằng, bất kể độ lớn góc chữ V của những xi lanh. Mỗi dãy xi lanh trong động cơ V6 có ba xi lanh, mỗi dãy xi lanh đều xảy ra rung động. Trục cân bằng được dùng trong động cơ V6 để giảm những rung động này.